# Takashi Matsuoka
Takashi Matsuoka (10. ledna 1954, Japonsko) je americký spisovatel japonského původu. Narodil se v Japonsku, ale vychováván byl již v USA. Nyní žije v Honolulu na Havajských ostrovech, kde pracoval zen-buddhistickém chrámu, dokud se nezačal plně věnovat literatuře. Jeho historické romány o amerických misionářích v Japonsku jsou často srovnávány s knihami Jamese Clavella.

## Dílo

### Romány
- Cloud of Sparrows (2002, Stmívání nad sakurami),
- Autumn Bridge (2004, Podzimní most), česky jako Soumrak samurajů.

### Filmové scénáře
- Pale Blood (1990), horror, Hongkong a USA, režie V.V. Dachin Hsu a Michael W. Leighton

## Česká vydání
- Stmívání nad sakurami, Alpress, Frýdek-Místek 2003, přeložila Irena Palová,
- Soumrak samurajů, Alpress, Frýdek-Místek 2005, přeložila Jana Vlčková.